# Thonine
Die Thonine (Euthynnus alletteratus) oder Kleiner Thun ist ein maximal bis 1,20 Meter und 16 Kilogramm schwerer Schwarmfisch.

## Verbreitung
Die Thonine lebt im subtropischen und tropischen Atlantik in der Nähe der Küsten. Im Ostatlantik reicht ihr Verbreitungsgebiet von der Küste der Iberischen Halbinsel bis nach Angola. Sie lebt auch im Mittelmeer, und im Zentralatlantik bei den Azoren. Im Westatlantik lebt sie von der Küste North Carolinas bis nach Brasilien, in der Karibik und im östlichen Golf von Mexiko.

## Merkmale
Sie wird für gewöhnlich etwa 80 cm lang und hat die typischen 7 bis 8 Flössel zwischen Rücken- bzw. Afterflosse und Schwanzflosse. Kennzeichnend für die Art ist der gestreifte Rücken und die 3 bis 7 dunklen Flecken zwischen Brust- und Bauchflossen. Die ersten Strahlen der ersten Rückenflosse sind sehr viel höher als die folgenden, so dass die Flosse eine konkave Form hat. Der Abstand zwischen erster und zweiter Rückenflosse ist gering. Die Region hinter dem Kopf und um die Brust- und Bauchflossen wird von einem Korsett aus großen, dicken Schuppen bedeckt. Der Rest des Körpers, mit Ausnahme der Seitenlinie, ist unbeschuppt. Die Anzahl der Wirbel liegt bei 39. Eine Schwimmblase fehlt.
- Flossenformel: Dorsale XV–XVI/11–13, Anale 0/11–15.

## Lebensweise
Die Thonine lebt in Schwärmen in Küstennähe und ernährt sich von kleinen Schwarmfischen, vor allem von Hering, aber auch von Krebstieren, Kopffüßern, pelagischen Schnecken und Manteltieren. Eier und Larven sind pelagisch.

## Nutzung
Die Thonine ist kein bedeutender Speisefisch und ist eher ein zufälliger Beifang.